# Барап
Барап — озеро в Аккольском районе Акмолинской области Казахстана. Относится к бассейну реки Ишим.

## Описание
Озеро Барап располагается приблизительно в 1,5 км к северо-западу от села Малый Барап. Высота водного зеркала над уровнем моря — 371 м.
Площадь поверхности озера составляет 7,5 км², длина — 3,7 км, наибольшая ширина — 2,8 км. Длина береговой линии — 10,6 км.
Берега низкие, пологие, заросшие тростником, камышом, рогозом, осокой, пырейником, триостренницей и другими злакоцветными. Питание — за счёт снега и грунтовых вод. В мае уровень воды существенно повышается, однако во второй половине лета озеро сильно мелеет. Сезонные колебания уровня воды составляют 0,6 м. Вода пресная, активная реакция щелочная.